# Con la vida hicieron fuego
Con la vida hicieron fuego es una película española de género dramático, estrenada en 1959, dirigida por Ana Mariscal y protagonizada en los papeles principales por Ana Mariscal y George Rigaud.
Está basada en la novela homónima del escritor español Jesús Evaristo Casariego quien colaboró en la elaboración del guion.

## Sinopsis
Quico, héroe de guerra en la marina del bando franquista, regresa a Asturias tras ganar una gran fortuna en Latinoamérica. Busca una esposa que le haga olvidar su novia Beatriz, fusilada por espionaje en los inicios de la Guerra Civil. Allí conocerá a Armandina, viuda de un republicano fusilado en Málaga durante la guerra, con la que intentará tener una relación.

## Reparto
- Ana Mariscal como Armandina
- George Rigaud como Quico
- Roberto Rey como Fernando
- José María Lado como Manolón
- Raúl Cancio como Marinín
- Mary Lamar como Viuda de Marinín
- Ángel Aranda como Falin
- Malila Sandoval como Isabelita
- Nicolás D. Perchicot como Raimundo
- Manuel Requena como Joaquín
- Rafael Bardem como	Viqueira
- Manuel Guitián como Señor en reunión
- Ángel Álvarez
- Adela Carboné
- Matilde Artero